# Pari (feudale)
Pari, in epoca feudale, erano chiamati tutti gli appartenenti a una stessa classe sociale che, per traslato, erano giudicabili solo da un tribunale composto da loro pari, come ad esempio avveniva nei tribunali ecclesiastici.
L'appartenenza ai pari e la classe sociale dei pari prendono il nome di parìa, o pariato che dir si voglia.

## Storia
Nel Regno Unito il Pari è un membro della Camera dei Lord, un tempo costituita dai feudatari resi tali dalla Corona e, in seguito, da esponenti delle più potenti famiglie. Oggi è formata da aristocratici che vi appartengono per diritto ereditario e da cittadini di altre classi sociali nominati baronetti dal sovrano per meriti particolari.